# Gare de l'aéroport El Prat
La gare de l'aéroport El Prat (officiellement gare d'Aeroport) est une gare ferroviaire espagnole de la ligne d'El Prat de Llobregat à l'aéroport située sur le territoire de la commune d'El Prat de Llobregat, dans la comarque du Baix Llobregat, dans la province de Barcelone, en Catalogne. 
Elle est mise en service en 1975 par la Renfe. C'est une gare d'Administrador de infraestructuras ferroviarias (ADIF), desservie par des trains de la ligne R2 Nord de Rodalies de Catalunya.

## Situation ferroviaire
Établie à 6 mètres d'altitude, la gare de l'aéroport El Prat est située au point kilométrique (PK) 0 de la ligne d'El Prat de Llobregat à l'aéroport, terminus de la ligne elle est précédée par la gare d'El Prat de Llobregat.

## Histoire
La gare est entrée en service le 16 juillet 1975. À l'origine, la ligne était à voie unique jusqu'à Barcelone-Sants avec une voie d'évitement dans le quartier de Can Tunis. 
À partir de 1989, la gare est desservie par les trains de la ligne R1 toutes les demi-heure. 
En 2005, ADIF devient propriétaire de la gare et celle-ci est désormais desservie par les trains de la ligne R10 ayant pour terminus Barcelone-França. 
Enfin, depuis le 31 janvier 2009, avec les travaux de la LGV, la gare devient le terminus de la ligne R2 Nord.

## Fréquentation
En 2016, la fréquentation annuelle de la gare était de 1 667 000 voyageurs.

## Services des voyageurs

### Desserte
La gare est desservie par la ligne R2 Nord avec un train toutes les 30 minutes.

### Intermodalité
La gare dessert l'aéroport Josep Tarradellas Barcelone-El Prat.
Elle est également desservie par la station Aeroport T2 de la ligne L9 Sud du métro